# عائق كاليفورني
العائق الكاليفورني (باللاتينية: Delphinium californicum) نوع نباتي ينتمي إلى جنس العائق من الفصيلة الحوذانية.

## الوصف النباتي
نبات عشبي يتراوح ارتفاعه بين 30 و80 سم. الساق قائمة، ونادراً متفرعة، والأوراق متناوبة مقسمة غالباً إلى عدد من الأجزاء، والنورة عنقودية (عذقة)، تحمل عدداً من الأزهار الجميلة لونها أبيض مزرق. الكأسيات بتلية الشكل تستطيل العلوية منها لتشكل مهمازاً أجوفاً. البتلات أصغر من الكأسيات، والثمرة جرابية (بالإنجليزية: Follicle)‏، والبذور صغيرة سوداء اللون غالباً.

## البيئة والانتشار
يتواجد في منطقة سان فرانسيسكو في ولاية كاليفورنيا.